# Red Lake (Minnesota)
Red Lake is een plaats (census-designated place) in de Amerikaanse staat Minnesota, en valt bestuurlijk gezien onder Beltrami County.
Hier vonden op 21 maart 2005 de moorden op de Red Lake High School plaats. 

## Demografie
Bij de volkstelling in 2000 werd het aantal inwoners vastgesteld op 1430.

## Geografie
Volgens het United States Census Bureau beslaat de plaats een oppervlakte van
34,7 km², waarvan 33,6 km² land en 1,1 km² water. Red Lake ligt op ongeveer 409 m boven zeeniveau.

## Plaatsen in de nabije omgeving
De onderstaande figuur toont nabijgelegen plaatsen in een straal van 36 km rond Red Lake.